# Francesco Patera
Francesco Patera (* 23. April 1993 in Genk) ist ein belgischer Profiboxer im Leichtgewicht. Er wird vom Weltverband World Boxing Organization (WBO) auf Platz 9 und der World Boxing Council (WBC) auf Platz 13 der WM-Herausforderer geführt (Stand: März 2023).

## Amateurkarriere
Patera begann im Alter von sieben Jahren mit dem Boxsport und trainiert seit seinem 13. Lebensjahr im GMG Cheratte von Visé. Als Amateur gewann er 30 von 41 Kämpfen und war unter anderem Achtelfinalist der Jugend-Europameisterschaften 2011 in Dublin.

## Profikarriere
2012 wechselte er in das Profilager und wurde 2015 mit einem Sieg gegen Hakim Ben Ali (Bilanz: 11-1) Belgischer Meister im Leichtgewicht. Nach 15 Siegen in Folge verlor er im Mai 2016 nach Punkten gegen Yvan Mendy (34-4) und im Oktober 2016, beim Kampf um den Titel WBC-International, nach Punkten gegen Sean Dodd (11-2).
Im Februar 2017 besiegte er Pasquale Di Silvio (20-8) und gewann damit den Titel WBC-Mediterranean im Leichtgewicht. In seinem nächsten Kampf am 6. Mai 2017 schlug er zudem Edis Tatli (29-1) in Finnland und wurde dadurch EBU-Europameister im Leichtgewicht. Den Rückkampf am 12. Dezember 2017 verlor Patera nach Punkten, gewann den EBU-Titel im Leichtgewicht jedoch erneut am 13. Oktober 2018 in England durch einen Sieg gegen Lewis Ritson (17-0).
Den EBU-Titel verteidigte er 2019 jeweils gegen den Franzosen Marvin Petit (24-1), den Briten Paul Hyland (20-1) und den Italiener Domenico Valentino (8-0). Zudem besiegte er am 1. Oktober 2021 Devis Boschiero (49-6) beim Kampf um den Titel WBO-Intercontinental im Leichtgewicht durch TKO in der dritten Runde.
Am 16. April 2022 besiegte er Samuel Molina (19-1) und wurde dadurch WBO-Global-Champion im Leichtgewicht. Im Juli 2023 verlor er nach Punkten gegen Keyshawn Davis (8-0).